# Sacco

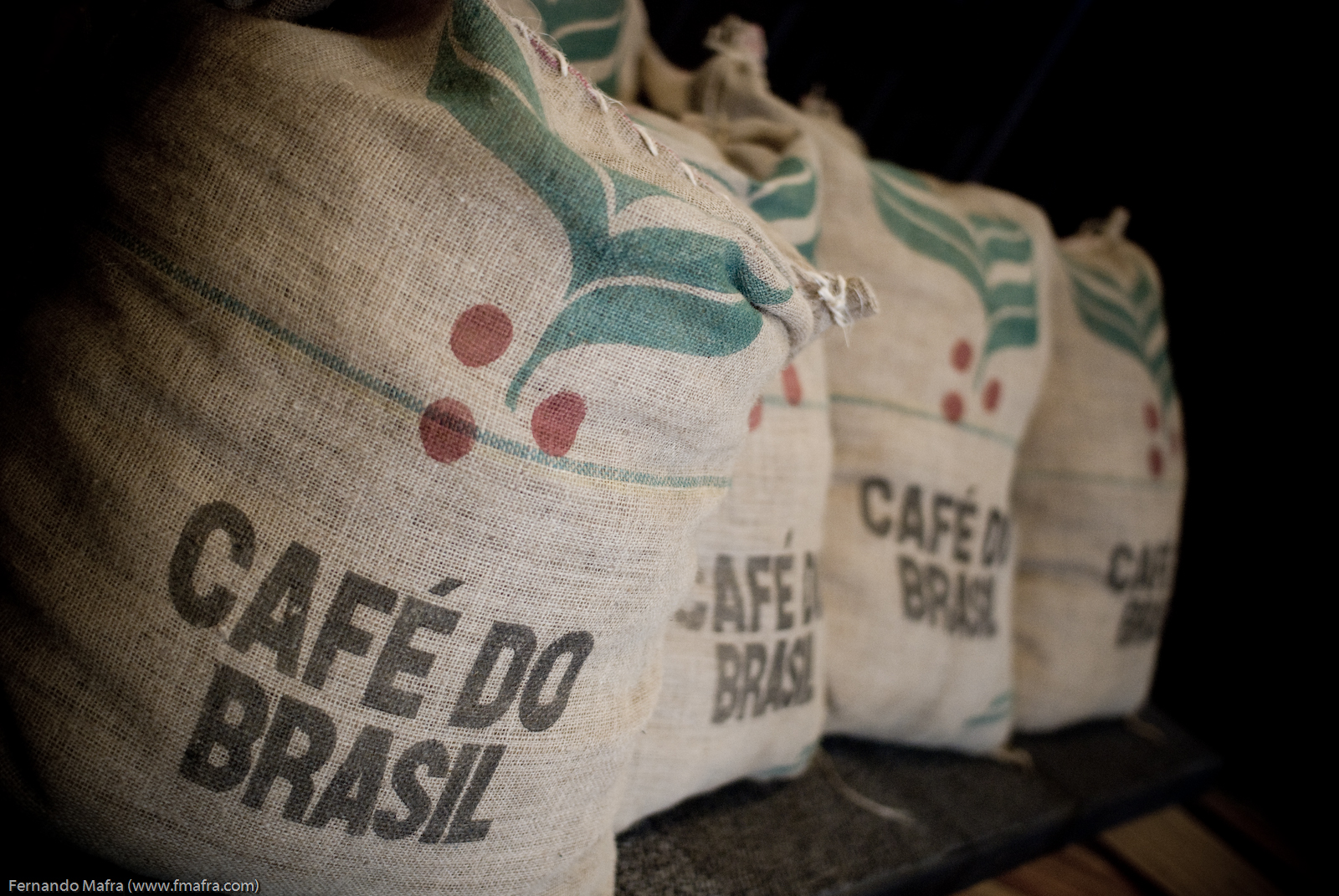
Sacchi di caffè

Un sacco è un contenitore realizzato in materiale flessibile, come tessuto, cuoio, plastica o carta. Lungo e stretto, aperto in alto, è l'imballaggio più utilizzato per i materiali sfusi.

## Descrizione
Il sacco è uno dei contenitori più antichi per la sua semplicità costruttiva e la sua grande efficienza. Leggero, poco ingombrante e riutilizzabile, ha accompagnato la storia dell'uomo variando nei materiali secondo disponibilità. Si ricava un sacco cucendo il tessuto su tre lati, lasciandone uno aperto per il riempimento che verrà successivamente chiuso con una cucitura o con un legaccio. Il denim, la robusta tela con cui si confezionano i blue-jeans, era originariamente destinato alla fabbricazione di sacchi.

## Tessuto

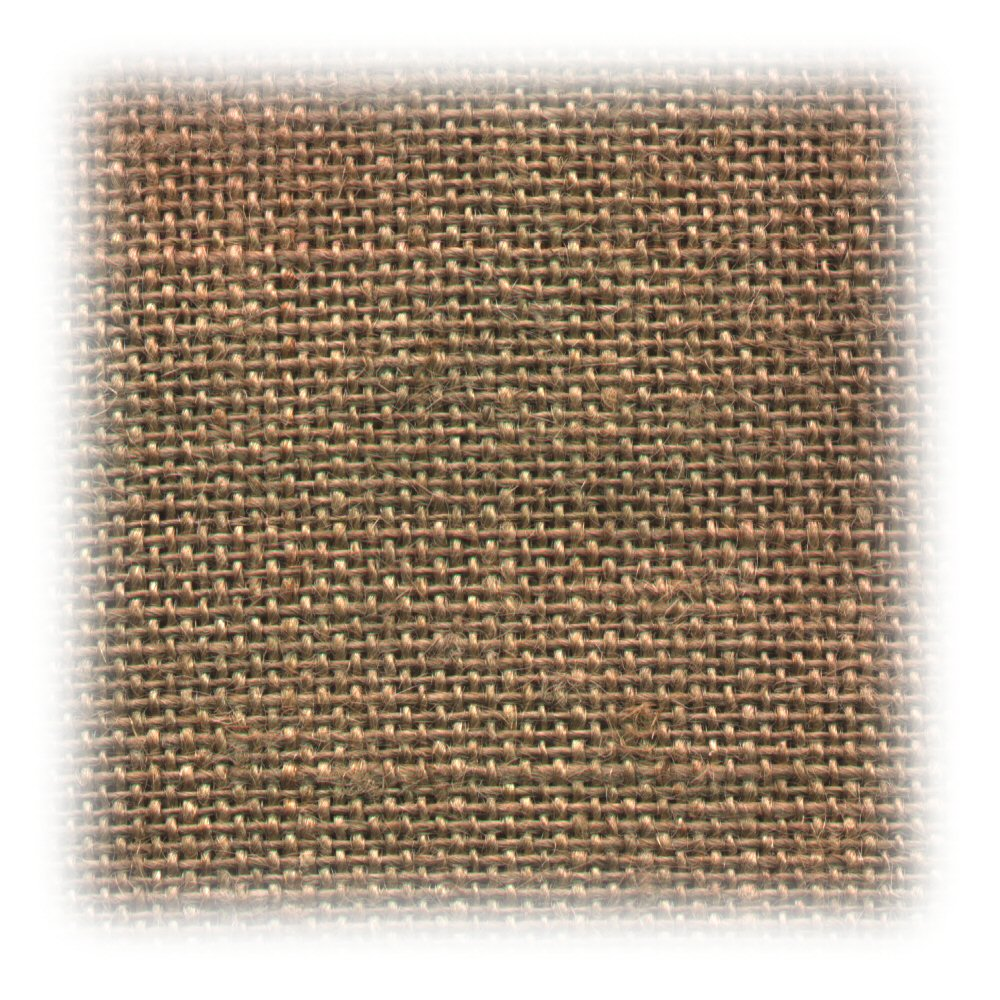
Tessuto in juta per sacchi

In età contemporanea sono generalmente in rafia di polipropilene o in tessuto non tessuto. Le dimensioni sono abbastanza contenute dato che normalmente sono destinati ad essere manipolati manualmente e perciò il peso non deve superare i 20–25 kg. Per grosse quantità e con movimentazione meccanica si ricorre ai sacconi o big-bags del volume di circa un metro cubo e muniti di passanti agli angoli per appenderli a gru o muletti e apribili sul fondo per lo svuotamento. I sacchi realizzati in fibre naturali, soprattutto juta, sono ancora diffusi nei paesi meno industrializzati e arrivano sui mercati occidentali con caffè, cacao e foglie di tè.
Prodotti che vengono tipicamente immagazzinati in sacchi di tessuto sono le sementi agricole, che necessitano di evitare la condensa dell'umidità per evitare di marcire. I sacchi in stoffa riempiti di sabbia sono utilizzati anche per la costruzione di argini e dighe provvisorie per contenere i fontanazzi e gli allagamenti. Allo stesso modo si costruiscono difese militari.
La tradizione vuole che a san Francesco d'Assisi, quando si spogliò completamente dei suoi abiti, fu dato un sacco con cui coprire le sue nudità. Lo stesso abito del santo era realizzato con stoffa simile a quella dei sacchi e il cappuccio a punta richiama quel sacco con cui i poveri contadini si riparavano dalle intemperie.

## Plastica
La maggioranza di sacchi e sacchetti è realizzata in materiale plastico. Il più utilizzato è il polietilene a bassa densità; leggero, robusto ed economico, soddisfa gran parte dei requisiti richiesti da un imballo. Di contro, per il fatto di non essere biodegradabile, richiede uno smaltimento corretto. Plastiche derivate da amido di mais risolvono questo problema, ma sono più costose dei prodotti derivati dal petrolio. Si ricava normalmente da un "tubo" di plastica chiudendo il fondo mediante termosaldatura.
L'organizzazione della raccolta dei rifiuti solidi urbani dipende in gran parte dall'utilizzo di sacchi in plastica. In questo settore il garante per la privacy ha specificato che i comuni non possono imporre l'uso di sacchi trasparenti o semi-trasparenti per la raccolta.

## Carta

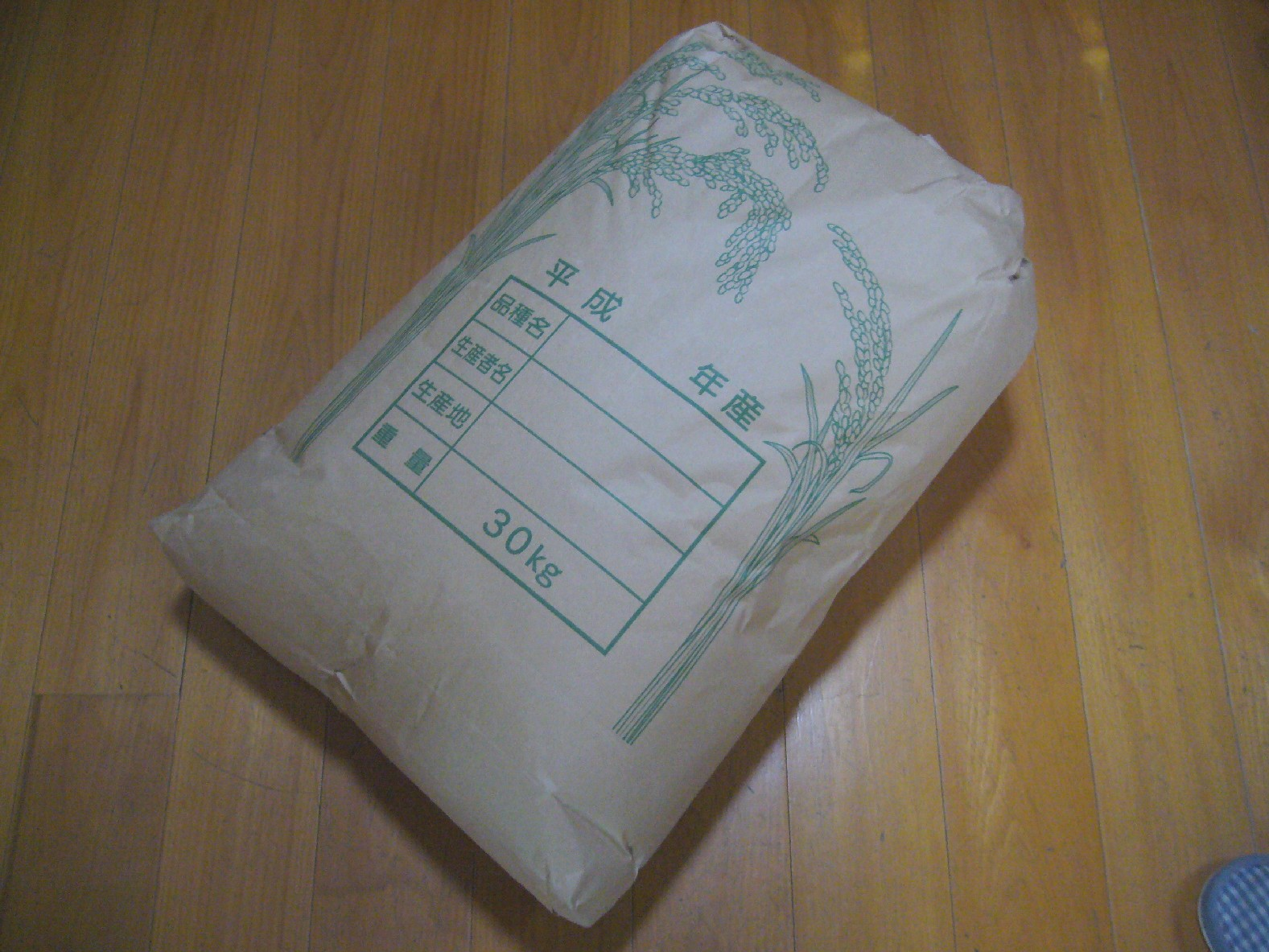
Riso imballato in un sacco di carta

I sacchi in carta si ottengono per piegatura del foglio e successiva incollatura. Si utilizzano per prodotti che contengono un certo grado di umidità e tendono a perderla; trovano perciò larga applicazione nel settore alimentare. Farine e zucchero sono distribuiti in sacchi e sacchetti di carta sia all'utente finale che a quello artigianale. Il pane si vende al dettaglio in sacchetti di carta. Diversi prodotti industriali inorganici, come ad esempio il cemento, sono distribuiti in sacchi di carta. Altri come la carbonella utilizzano il sacco di carta per tradizione, visto che per altri prodotti simili come i pellet si utilizzano sacchi in plastica.
Molti punti vendita nella grande distribuzione propongono ai consumatori borse della spesa in carta al posto di quello in plastica, ma il maggior costo e fragilità ne scoraggia l'uso. La busta della spesa in carta è molto diffusa invece nei punti vendita di alta gamma, ma qui il cliente non paga un supplemento per il sacchetto e non si aspetta un trattamento dozzinale.